# Tossal de Sant Miquel (jaciment)
El Tossal de Sant Miquel és un jaciment arqueològic situat turó homònim que acull les restes de l'antiga ciutat ibèrica d'Edeta, capital de l'Edetània. Se situava en un allargat monticle de 200 msnm d'altura mitjana a uns 500 m de l'actual nucli històric de Llíria. Fou destruïda, incendiada i saquejada després de la conquesta romana a començament del segle ii aC, i un segle més tard substituïda i reinstal·lada a un pla una mica més al nord, al Pla de l'Arc, on florí una ciutat romana del mateix nom al llarg dels segles I i II dC. Coneguda generalment amb el nom d'Edeta, el geògraf Claudi Ptolemeu (segle ii) ofereix addicionalment el nom de Leiria, que ha estat identificat com a origen del nom de l'actual vila de Llíria.
Està catalogat com Bé d'interès cultural de la província de València, amb nombre d'anotació ministerial: R-I-55-0000360, i data d'anotació 5 de juliol de 1994.

## Història

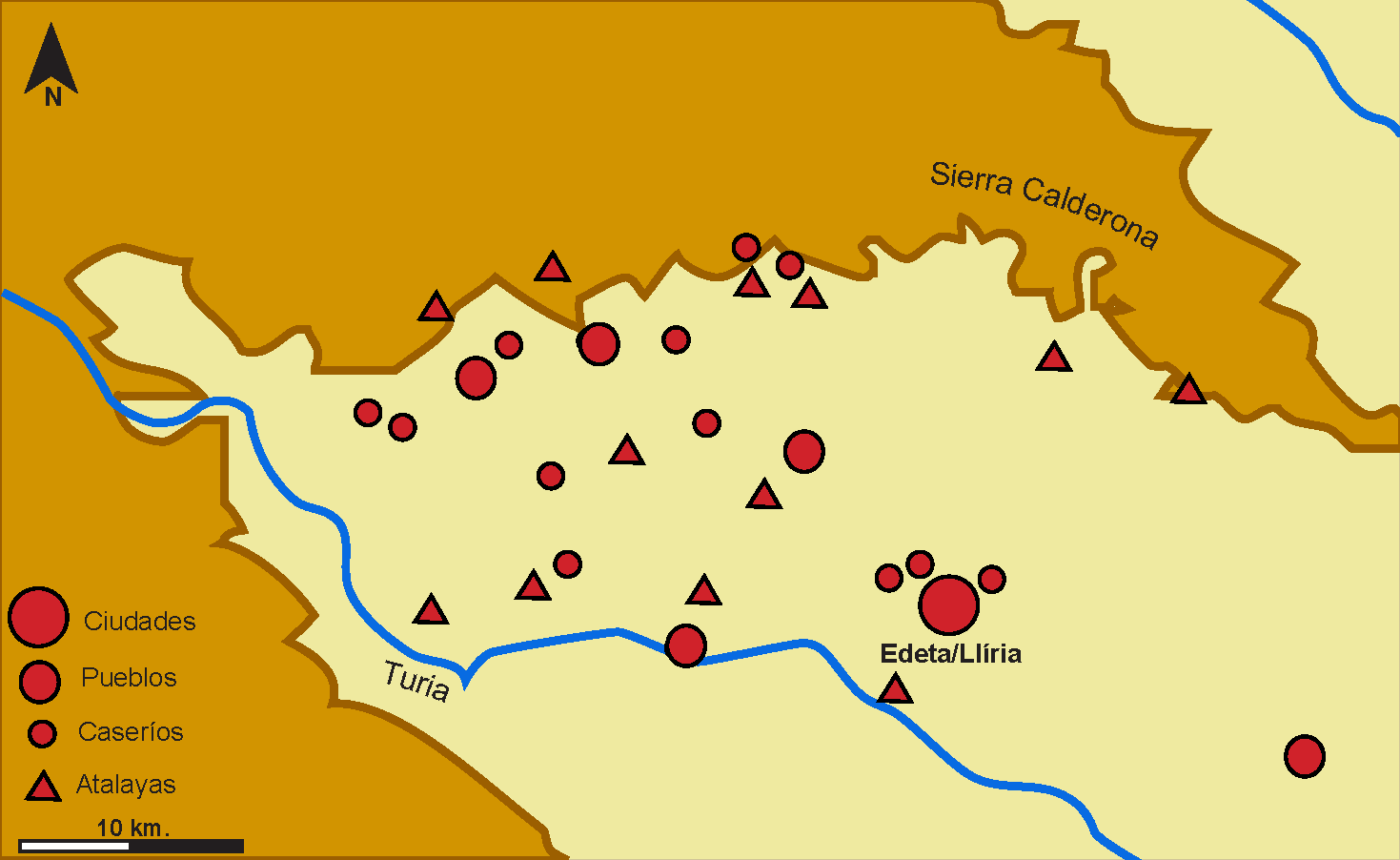
Territori sota el control d'Edeta durant el període ibèric ple, segons Bernabeu, Bonet i Mata

L'emplaçament és molt estratègic, ja que domina una gran zona de la plana valenciana, i va ser ocupat per primera vegada ja en l'edat del bronze. En temps ibèrics tot el turó i els seus vessants van ser solar d'una gran ciutat, identificada amb Edeta, capital de l'Edetània que, segons Claudi Ptolemeu, va ser coneguda també amb el nom de Leiria. El seu traçat urbanístic és propi dels poblats en faldilla, en el qual les edificacions es disposen adossades a la paret rocosa, al llarg de terrasses artificials. L'estructura del poblat, que segueix les corbes de nivell (graons de 10 a 15 metres), li dona un aspecte escalonat. Açò es veu reforçat per l'estructura de les cases -encastades a la roca-, amb teulada plana i accés des dels dos nivells de carrer.
Les primeres investigacions professionals, les va dur a terme el Servei d'Investigació Prehistòrica de la Diputació de València al 1933. En diverses campanyes es van posar al descobert 131 habitacions, diverses escales, carrerons, etc., així com un extraordinari conjunt de gots ceràmics decorats amb escenes pintades sobre dansa, tauromàquia, naumàquia i pesca, entre d'altres. Es van trobar també nombrosos rètols en idioma iber, monedes, objectes d'adorn i armes. El poblament del turó s'interromp el segle ii aC, després d'un incendi i un període de saqueig. Anys més tard començarà la construcció de la ciutat romana a la plana.

## La societat edetana
Les escenes pintades en la ceràmica trobada al tossal, disposades en fris i sempre amb representació de diversos personatges, descriuen activitats molt concretes d'un sector de la societat: l'aristocràcia. Mostren un món lúdic, com la cacera, i el món militar, la guerra, els duels i els jocs competitius que reflecteixen la importància del cavaller. Les dames entronitzades, les processons i les danses mostren el caràcter festiu i religiós d'aquelles cerimònies col·lectives en què sempre participen dones que, pels seus abillaments i atributs, representen dames d'alt rang.
Així doncs, la ceràmica mostra la classe privilegiada del context urbà d'Edeta entre finals del segle iii aC i principis del segle ii aC, immortalitzada pels artesans i artistes especialitzats que treballaven al seu servei i que, com la pagesia, no apareixen reflectits en la iconografia.

## Troballes

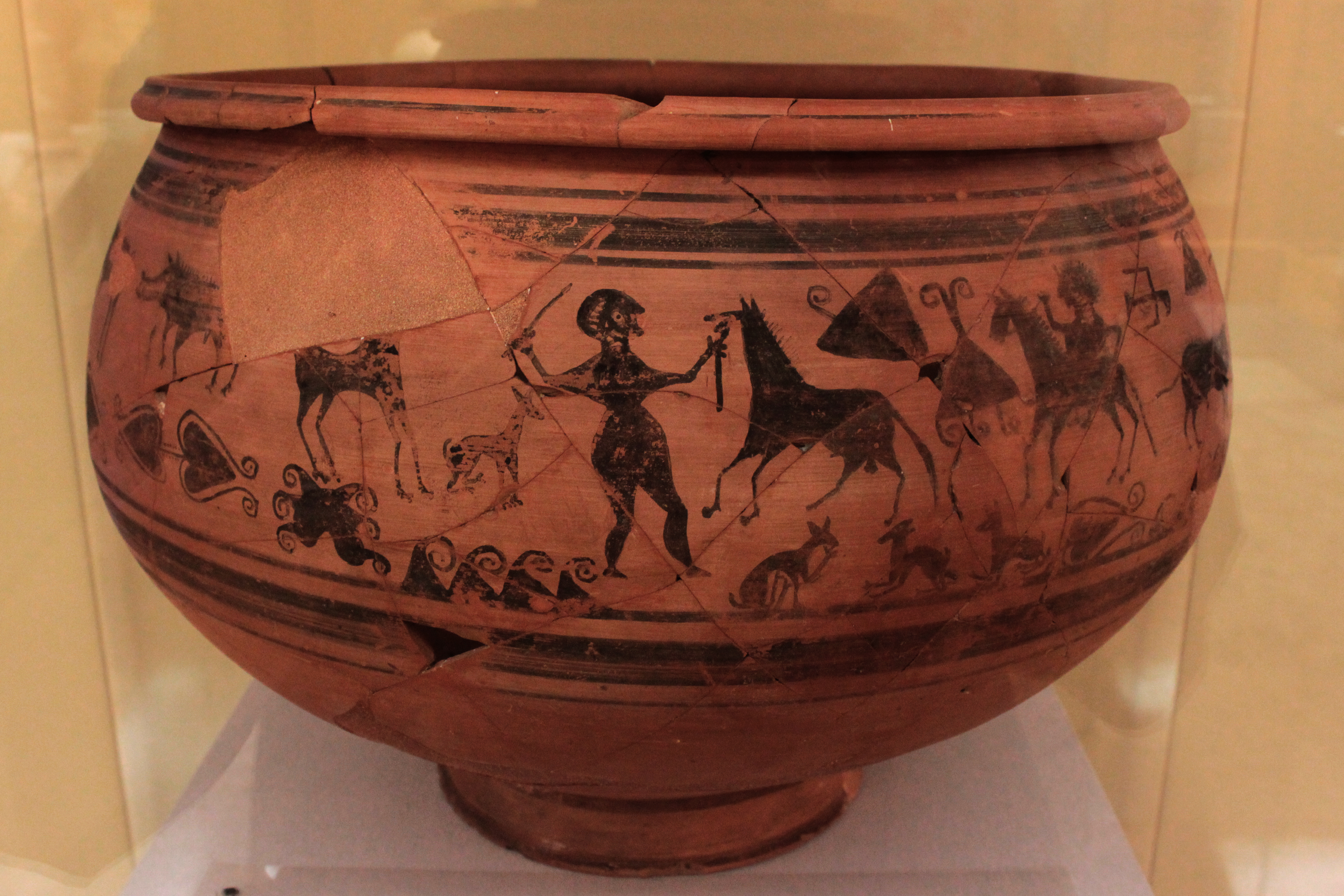
Vas de la Doma, ceràmica decorada del Tossal de Sant Miquel

La gran majoria dels materials trobats als jaciments s'exposen al Museu de Prehistòria de València, encara que una xicoteta part se n'exposa al MALL (Museu Arqueològic de Llíria).